# 佐藤贞雄
佐藤貞雄（日语：／ Satō Sadao，1949年5月8日—），日本男子摔跤运动员。他曾代表日本参加1974年亚洲运动会摔跤比赛，获得一枚金牌。他也曾参加1972年和1976年夏季奥林匹克运动会。